# قناة ديسكفري
قناة ديسكفري (المعروفة باسم قناة ديسكفري من عام 1985 إلى عام 1995، وغالبًا ما يشار إليها باسم ديسكفري) (بالإنجليزية: Discovery Channel)‏ هي شبكة تلفزيون أمريكية مدفوعة الأجر متعددة الجنسيات والقناة الرئيسية المملوكة لشركة ديسكفري، وهي شركة عامة يديرها الرئيس التنفيذي ديفيد زاسلاف. اعتبارًا من يونيو 2012، تعد قناة ديسكفري ثالث أكثر قنوات الاشتراك انتشارًا في الولايات المتحدة، بعد TBS و The Weather Channel؛ ويضل بثها إلى 409 مليون منزل في جميع أنحاء العالم، من خلال قناتها الرئيسية في الولايات المتحدة ومختلف قنواتها المملوكة أو المرخصة كقنوات تلفزيونية عالمية.
قدمت في البداية برامج تلفزيونية وثائقية ركزت في المقام الأول على العلوم الشعبية والتكنولوجيا والتاريخ، ولكن بحلول عام 2010 توسعت لتشمل برامج تلفزيون الواقع والترفيه.
اعتبارًا من سبتمبر 2018، أصبحت قناة ديسكفري التلفزيونية المدفوعة الأجر في الولايات المتحدة متاحة لما يقرب من 88589000 أسرة.

## تاريخ
أسس رجل الأعمال الأمريكي جون هندريكس القناة وشركتها الأم Cable Educational" Network Inc" في عام 1982. حيث جمع العديد من المستثمرين (بما في ذلك بي بي سي و Allen & Company و Venture America) وقد تم وضع 5 ملايين دولار من رأس المال لبدء الشبكة.
بدأت قناة ديسكفري البث في تاريخ 17 يونيو 1985. كانت متاحة في البداية لـ156000 أسرة وتم بثها لمدة 12 ساعة يوميًا بين الساعة 3 مساءً و 3 صباحًا. لم يتم بث حوالي 75 بالمئة من محتوى برامجها على التلفزيون الأمريكي من قبل. في سنواتها الأولى، ركزت القناة على البرامج التعليمية على شكل أفلام وثائقية والتي تتحدث عن الثقافة والحياة البرية، وحلقات تلفيزيونية خاصة عن العلوم والتاريخ. كما قامت ببث بعض البرامج السوفيتية خلال ذاك الوقت، بما في ذلك البرنامج الإخباري Vremya. قدمت القناة أيضًا خلال هذه الفترة اثنين من الخدمات البرمجية باستخدام خدمة الفاصل الرأس (Vertical interval)؛ خدمة Infotext (تقدم الأخبار من قناة أسوشيتد برس، ومعلومات حول الزراعة والأعمال التجارية الزراعية، بالإضافة إلى أسعار السلع من بورصة شيكاغو التجارية، وخدمة Datavizion (تقدم معلومات عامة، وقصص إخبارية غريبة، ومسابقات ودليل تلفزيوني عبر الأقمار الصناعية)؛ نشأت كلتا الخدمتين من قناة WHA-TV في ماديسون، ويسكونسن، وأدارتهما جامعة ويسكونسن ماديسون.
في عام 1988، عرضت القناة البرنامج الليلي World Monitor (من إنتاج كريستشن ساينس مونيتور)، وفي نفس العام أطلقت قناة ديسكفري برنامج أسبوعي سنوي يسمى Shark Week، اكتسب البرنامج الذي استمر أسبوعًا في النهاية شعبيةً ابتداءً من التسعينيات ويستمر عرضه كل صيف على القناة حتى يومنا هذا. بحلول عام 1990، أصبح بث القناة متاحًا في أكثر من 50 مليون منزل.[بحاجة لمصدر]
بدأت القناة في تحويل تركيزها في أوائل العقد الأول من القرن الحادي والعشرين لجذب جمهور أوسع، من خلال دمج المزيد من المسلسلات الواقعية التي تركز على السيارات والمهن وسلسلة التحقيقات؛ على الرغم من أن إستراتيجية البرمجة أثبتت شعبيتها، إلا أن تصنيفات قناة ديسكفري بدأت في الانخفاض بحلول منتصف العقد. يُعزى الانخفاض في نسبة المشاهدة على نطاق واسع إلى الاعتماد المفرط على عدد قليل من المسلسلات الناجحة، مثل Monster Garage و American Chopper.[بحاجة لمصدر]
بعض النقاد قالوا أن مثل هذه العروض انحرفت عن نية ديسكفري في تقديم المزيد من العروض التعليمية التي تهدف إلى مساعدة المشاهدين على التعرف على العالم من حولهم. في عام 2005، غيرت Discovery تركيزها في البرمجة لتشمل موضوعات علمية وتاريخية أكثر شيوعًا. وتم استرداد تقييمات الشبكة حيث ازدادت نسب المشاهدة في نهاية المطاف في عام 2006.
في 4 يناير 2006 ، أعلنت شركة ديسكفري كوميونيكيشنز أن المذيع تيد كوبل والمنتج التنفيذي توم بيتاغ وثمانية موظفين سابقين آخرين من مجلة ABC الإخبارية Nightline؛ قد إنضموا إلى قناة Discovery. تم ترشيح الشبكة لسبع جوائز إيمي برايم تايم في ذلك العام للعروض التلفزيونية بما في ذلك الفيلم الوثائقي The Flight that Fought Back (يتحدث عن اختطاف رحلة الخطوط الجوية المتحدة 93 أثناء الهجمات الإرهابية في 11 سبتمبر 2001) و Deadliest Catch (سلسلة واقعية حول مجموعة صيادين الأسماك البحرية).
في عام 2007، فازت أفضل سلسلات قناة ديسكفري Planet Earth و Dirty Jobs وMythBusters و Deadliest Catch بجائزة إيمي وجائزة بيبودي، تضمنت تشكيلة قناة ديسكفري لعام 2008 سلسلة Fight Quest و Smash Lab.
في 1 سبتمبر 2010، دخل جيمس جاي لي البالغ من العمر 43 عامًا مقر شركة ديسكفري كوميونيكيشنز في سيلفر سبرينج بولاية ماريلاند، مسلحًا بمسدس. أطلق لي رصاصة واحدة على الأقل واحتجز عدة موظفين كرهائن؛ وتم قتله لاحقًا بواسطة شرطي. لي قد نشر انتقادات للشبكة في موقع Savetheplanetprotest.com.
في ديسمبر 2015، أطلقت شركة ديسكفري كوميونيكيشنز خدمة ديسكفري قو؛ والتي تقدم خدمة الفيديو حسب الطلب وتعرض بث قناة ديسكفري المباشر، مع ثماني شبكات شقيقة أخرى.

## روابط خارجية
- قناة ديسكفري على موقع الموسوعة البريطانية (الإنجليزية)